# Arquebisbat de Berlín
L'arquebisbat de Berlín (alemany: Erzbistum Berlin, llatí: Archidioecesis Berolinensis) és una seu metropolitana de l'Església Catòlica a Alemanya. Al 2012 tenia 396.095 batejats sobre una població de 5.806.310 habitants. Actualment està regida per l'arquebisbe Heiner Koch.

## Territori

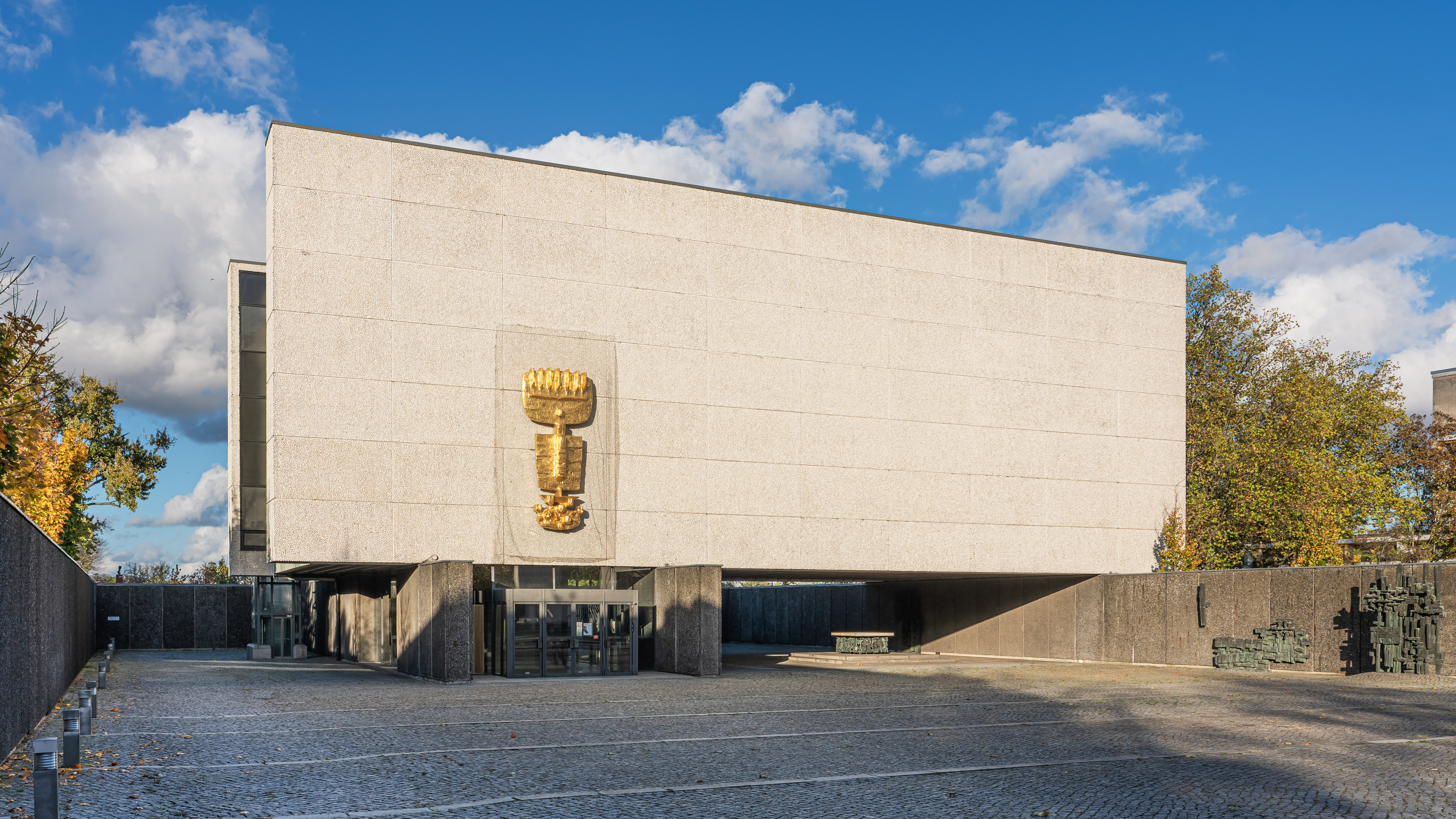
L'església del carmel Regina Martyrum de Berlín.

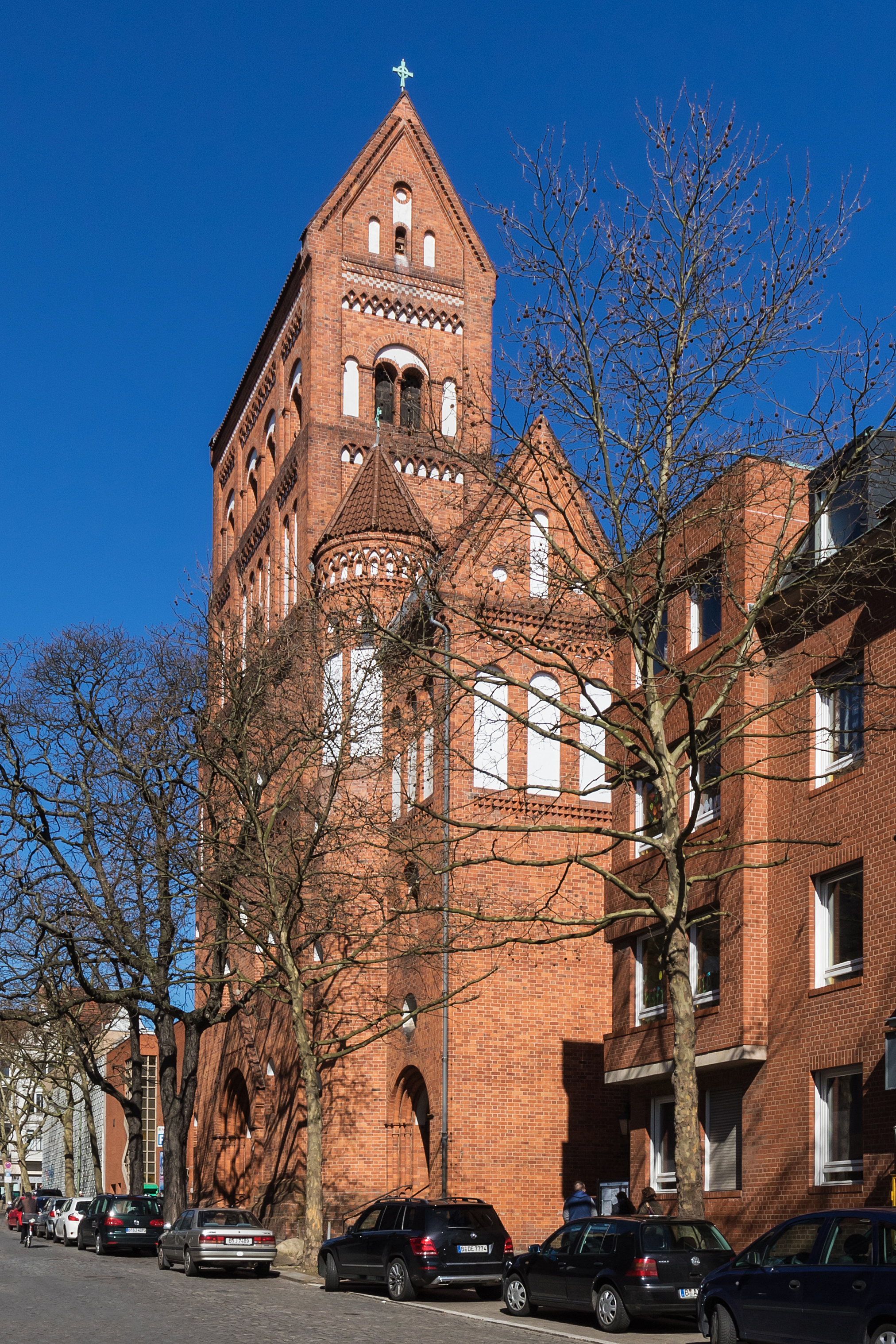
La Rosenkranz-Basilika de Berlín.

La diòcesi comprèn el nord-est d'Alemanya: el land de Berlín, la part centro-septentrional del de Brandenburg i pràcticament tot el de Pomerània Occidental.
La seu episcopal és la ciutat de Berlín, on es troba la catedral de Santa Eduvigis. A Berlín també es troba la basílica menor de la Mare de Déu del Rosa (Rosenkranz-Basilika).
El territori s'estén sobre 31.200 km²,i està dividit en 103 parròquies, agrupades en 17 vicariats: Berlín Mitte, Berlín Lichtenberg, Berlín Pankow, Berlín Charlottenburg-Wilmersdorf, Berlín Spandau, Berlín Steglitz-Zehlendorf, Berlín Tempelhof-Schöneberg, Berlín Neukölln, Berlín Treptow-Köpenick, Berlín Reinickendorf, Brandenburg an der Havel, Eberswalde, Fürstenwalde/Spree, Oranienburg, Potsdam-Luckenwalde, Pomerània Occidental i Wittenberge.

### Província eclesiàstica
La província eclesiàstica de Berlín, instituïda el 1994, comprèn 2 sufragànies:
- bisbat de Dresden-Meißen
- bisbat de Görlitz

## Història
L'evangelització del territori de l'actual arxidiòcesi de Berlín es remunta a la primera meitat del segle xii, i es deu als viatges missioners del bisbe Otó de Bamberg. Originàriament aquest territori estava subjecte a la jurisdicció de diverses diòcesis: Brandenburg, Havelberg, Cammin, Lebus, Schwerin i Roskilde. La ciutat de Berlín pertanyia a la diòcesi de Brandenburg, i ja al segle xiii tenia tres esglésies parroquials: Sant Nicolau, la més antiga, Sant Pere i Santa Maria.
Els afers de l'Església Catòlica Romana al Regne de Prússia van ser reorganitzats per la butlla "De salute animarum", publicada el 1821. Abans que les províncies prussianes de Brandenburg i de Pomerània formessin part del Vicariat Apostòlic de les Missions del Nord després de la Reforma en el Ducat de Pomerània el 1534 i en l'electorat de Brandenburg el 1539 i la conversió de la majoria dels habitants havia convertit l'àrea en una diàspora catòlica.
Abans de la Reforma, els territoris més occidentals de la diòcesi de Berlín depenien de la diòcesi de Havelberg, les parts del sud-oest i del centre pertanyien a la diòcesi de Brandenburg. L' illa del nord-oest de Rügen pertanyia a la diòcesi de Roskilde, mentre que el nord (Pomerània Superior) i l'antiga part nord-oriental (Pomerània inferior) a les dues ribes de l'Oder formaven la diòcesi exempta de Cammin, establerta el 1140 pel territori del llavors Ducat de Pomerània. Pomerània havia estat repetidament polonesa o independent abans d'ingressar al Sacre Imperi l'any 1180. Les arxidiòcesis de Gniezno i Magdeburg van competir per expandir la seva influència a Pomerània, per la qual cosa la Santa Seu va determinar que Cammin quedés exempta. Cammin havia tingut una predecessora de curta durada, la diòcesi de Kołobrzeg, establerta l'any 1000. La diòcesi de Kołobrzeg sota el bisbe Reinbern va ser rebutjada per una revolta pagana pocs anys després del seu establiment i el cristianisme va ser reintroduït a la zona només a principis del segle xii, després de les expedicions militars del duc Bolesław Wrymouth que una vegada més havia lligat les terres de Pomerània a Polònia. El nadiu Wartislaw I, duc de Pomerània, va establir el Ducat de Pomerània el 1121, com a estat vassall de Polònia sota Bolesław Wrymouth. Wartislaw I va acceptar cristianitzar Pomerània, i ell, juntament amb Bolesław, va recolzar a Otó de Bamberg en la seva reeixida Conversió de Pomerània.
En 1125 Bolesław Wrymouth va establir la nova diòcesi de Lubusz (Lebus), amb seu a Lubusz (Lebus), amb el seu territori diocesà format per la Terra de Lebus, després part del regne polonès, a les dues ribes de l'Oder. L'àrea diocesana de Lebus va formar posteriorment la part sud-est de la diòcesi de Berlín.
Durant l'època de la Reforma protestant Berlín passà totalment a la nova confessió religiosa gràcies a l'obra dels predicadors luterans i a la determinació del príncep elector Joaquim II de Brandenburg. El catolicisme va ser extirpat amb mesures restrictives, en particular durant el principat de Frederic Guillem Hohenzollern (1640-1688), qui vetà també l'exercici privat del catolicisme a Berlín i a tota la regió, i tot i que havien capelles catòliques a les ambaixades d'Àustria i França, prohibí als berlinesos d'accedir-hi i prendre part en les cerimònies que hi tinguessin lloc.
A finals dels segles xvi i xvii, les diòcesis de Brandenburg, Cammin, Havelberg, Lebus i Roskilde havien estat secularitzades, els pocs catòlics de la zona van ser regits pel Vicariat Apostòlic de les Missions del Nord (per a les diòcesis de Brandenburg, Havelberg i Lebus des de 1670, i per als de Cammin i Roskilde a partir de 1688). La Santa Seu considerà les antigues seus com a sedes impeditae. En record d'elles, l'escut arxidiocesà de Berlín combina els símbols de les diòcesis de Brandenburg, Cammin, Havelberg i Lebus.
La situació per als catòlics millorà a cavall entre els segles xvii i xviii, quan el príncep Frederic III, mentre negociava amb l'emperador per tal de veure's reconegut com a primer rei de Prússia, va haver de fer concessions. El 1701 el vicari apostòlic de les missions septentrionals, Agostino Steffani, va poder celebrar la missa a Berlín, però no aconseguí fer reconèixer la seva jurisdicció sobre la ciutat; l'any següent senyalà a Propaganda Fide que a la capital prussiana hi havia uns 900 catòlics.
El 1719 els catòlics berlinesos van obtenir de Frederic Guillem I un local on celebrar les seves pròpies funcions religioses, que van ser confiades al dominic pare Torck, qui obtingué el títol de prebost de Frederic II. Aquest, per tal de congraciar-se amb els seus súbdits catòlics, en particular els de Silèsia, conquerida feia poc, va fer construir entre el 1746 i el 1773 l'església de Santa Eduvigis, que obtingué el títol de parròquia, però sotmesa a l'autoritat del pastor protestant. Des del punt de vista jurídic, els catòlics berlinesos i de la seva regió depenien del vicariat apostòlic de Saxònia, però com que el seu vicari mai no podria exercitar cap jurisdicció efectiva, el 1806 traspassaren els seus drets al bisbe de Breslau.
Amb l'annexió de la major part de Silèsia fins al 1763, la major part de la llavors diòcesi de Breslau (Wrocław), la majoria de les fronteres de la qual donaven amb el regne de Bohèmia des del segle xiv, s'havia convertit en una part de Brandenburg-Prússia. Amb la dissolució del Sacre Imperi, Brandenburg es va fusionar oficialment a Prússia, que havia guanyat la sobirania de Polònia en 1657 (Tractat de Wehlau).
Moltes diòcesis i altres jurisdiccions catòliques romanes tenien fronteres desviades de les fronteres polítiques que sovint canvien amb les nombroses guerres d'Europa Central. Això va conduir a la situació en la qual diverses parts d'una diòcesi estaven en diferents països. El territori de Brandenburg anterior a 1815 (així sense Lusàcia inferior) i la Pomerània Prussiana formaven part del Vicariat Apostòlic de les Missions del Nord, que el 1821 també comprenia parcialment o totalment disset. A Brandenburg i Pomerània, el Papa, mitjançant la butlla "De salute animarum", va establir una nova jurisdicció, d'una banda, i va ampliar l'àmbit de la veïna diòcesi de Breslau, per una altra. La part prussiana de les lusàcies de 1815, en el respecte eclesiàstic, part de la Prefectura Apostòlica de les dues lusàcies (o de Meissen), amb seu a Bautzen (Saxònia), va ser reassignada en el respecte eclesiàstic a la diòcesi de Breslau, que, amb territori a Bohèmia i Prússia, va quedar exempta en 1821 (anteriorment era sufragània de Gniezno). En el pla polític, es van dividir les dues lusàcies. La Lusàcia inferior es va convertir en Brandenburg, a l'extrem nord-est de la Lusàcia Superior silesiana, el sud-est de Lusàcia Superior va romandre saxó. La nova jurisdicció va ser la Delegació Príncep-Episcopal per Brandenburg i Pomerània, l'àmbit de la qual es va deslligar del Vicariat Apostòlic de Missions del Nord i va comprendre abans de 1815 Brandenburg (sense la Lusàcia Inferior) i la Pomerània prussiana. La butlla també va reassignar els diaconats de Pszczyna (Pless) i Bytom (Beuthen) de la diòcesi de Cracòvia a la de Breslau més de 600 anys després que aquests territoris haguessin estat cedits pel duc polonès Casimir el Just de Cracòvia al seu nebot Mieszko IV de Racibórz.

### Delegació Príncep-Episcopal de Breslau per Brandenburg i Pomerània
Per la butlla "De salute animarum", les altres parts de Brandenburg i de la província de Pomerània, excepte els districtes de Bütow (Bytów) i Lauenburg a Pomerània (Lębork) (fins al 1922, ambdues parts de la diòcesi de Culm), estaven subordinades a La jurisdicció de Breslau com a delegació episcopal el 1821, acabant amb el mandat del Vicariat Apostòlic allà. La jurisdicció es va titular a la Delegació príncep-episcopal de Brandenburg i Pomerània (alemany: Fürstbischöfliche Delegatur für Brandenburg und Pommern), d'ençà que Emanuel von Schimonsky va ser investit a Breslau com a príncep-bisbe el 1824.
En 1821 el districte de la Delegació estava comprès en total sis parròquies catòliques establertes:
- Berlín: parròquia de Santa Eduvigis, establerta el 1745, primera missió catòlica en 1719,
- Frankfurt on Oder : parròquia de la Santa Creu, establerta el 1789, primera missa catòlica romana el 1786,
- Potsdam : La parròquia de Sant Pere i Sant Pau, establerta el 1789, primera missió catòlica romana el mateix any,
- Spandau : Ss. La parròquia Sant Pere i Sant Pau a Gewehrplan, Haselhorst, establerta el 1723, primera missa catòlica romana en 1722,
- Stettin : parròquia de Sant Joan Baptista, establerta el 1722, primera missa catòlica romana en 1717,[15]
- Stralsund : parròquia de la Santa Trinitat, establerta el 1784, primera missa catòlica romana en 1761.[16]

El Príncep-Bisbe de Breslau, Heinrich Förster (1853–1881), va donar generoses ajudes per a la fundació d'esglésies, institucions monàstiques i escoles, especialment a les regions de la diàspora. La disputa que va sorgir entre l'Església catòlica i l'Estat prussià va posar fi als seus treballs en la part prussiana de la seva diòcesi. Va ser deposat per l'Estat i va haver d'abandonar cap el castell silesià austríac de Johannesberg a Jauernig, on va morir el 20 d'octubre de 1881.
Així, el Papa Lleó XIII va nomenar com el seu successor Robert Herzog (1882-86), fins llavors príncep-bisbe delegat de Brandenburg i Pomerània i prebost de l'església de Santa Eduvigis a Berlín. El príncep-bisbe Herzog va fer tot el possible per ordenar la confusió en què la disputa amb l'Estat durant els anys immediatament anteriors havia llançat els assumptes de la diòcesi.

## Episcopologi

Escut de l'arquebisbat

- Christian Schreiber † (13 d'agost de 1930 - 1 de setembre de 1933 mort)
- Nikolaus Bares † (21 de desembre de 1933 - 1 de març de 1935 mort)
- Konrad von Preysing Lichtenegg-Moos † (5 de juliol de 1935 - 21 de desembre de 1950 mort)
- Wilhelm Weskamm † (29 de maig de 1951 - 21 d'agost de 1956 mort)
- Julius August Döpfner † (15 de gener de 1957 - 3 de juliol de 1961 nomenat arquebisbe de Munic i Freising)
- Alfred Bengsch † (16 d'agost de 1961 - 13 de desembre de 1979 mort)
- Joachim Meisner † (22 d'abril de 1980 - 20 de desembre de 1988 nomenat arquebisbe de Colònia)
- Georg Maximilian Sterzinsky † (28 de maig de 1989 - 24 de febrer de 2011 jubilat)
- Rainer Maria Woelki (2 de juliol de 2011 - 11 de juliol de 2014 nomenat arquebisbe de Colònia)
- Heiner Koch, des del 8 de juny de 2015

## Estadístiques
A finals del 2012, la diòcesi tenia 396.095 batejats sobre una població de 5.806.310 persones, equivalent al 6,8% del total.
| any  | població  | població  | població | sacerdots | sacerdots       | sacerdots       | sacerdots             | diaques | religiosos | religiosos | parròquies |
| ---- | --------- | --------- | -------- | --------- | --------------- | --------------- | --------------------- | ------- | ---------- | ---------- | ---------- |
| any  | batejats  | total     | %        | total     | clergat secular | clergat regular | batejats por sacerdot | diaques | homes      | dones      |            |
| 1950 | 657.358   | 6.897.872 | 9,5      | 478       | 350             | 128             | 1.375                 |         | 243        | 2.225      | 255        |
| 1958 | 1.286.000 | 7.325.000 | 17,6     | 810       | 560             | 250             | 1.587                 |         | 230        | 2.350      | 428        |
| 1970 | 474.012   | 6.184.245 | 7,7      | 487       | 342             | 145             | 973                   |         | 208        | 1.980      | 237        |
| 1980 | 434.275   | 6.000.000 | 7,2      | 494       | 353             | 141             | 879                   | 8       | 183        | 1.488      | 239        |
| 1990 | 436.183   | 4.720.000 | 9,2      | 427       | 315             | 112             | 1.021                 | 15      | 144        | 970        | 229        |
| 1999 | 417.665   | 5.600.000 | 7,5      | 420       | 287             | 133             | 994                   |         | 176        | 854        | 135        |
| 2000 | 390.577   | 5.700.000 | 6,9      | 392       | 263             | 129             | 996                   | 25      | 175        | 673        | 135        |
| 2001 | 385.770   | 5.700.000 | 6,8      | 423       | 276             | 147             | 911                   | 25      | 195        | 650        | 138        |
| 2002 | 380.275   | 5.695.000 | 6,7      | 417       | 275             | 142             | 911                   | 25      | 179        | 614        | 138        |
| 2003 | 377.526   | 5.690.000 | 6,6      | 431       | 290             | 141             | 875                   | 26      | 168        | 599        | 136        |
| 2004 | 377.526   | 5.690.000 | 6,6      | 428       | 291             | 137             | 882                   | 27      | 165        | 691        | 122        |
| 2006 | 386.279   | 5.700.000 | 6,8      | 396       | 282             | 114             | 975                   | 30      | 147        | 626        | 94         |
| 2012 | 396.095   | 5.806.310 | 6,8      | 417       | 297             | 120             | 949                   | 32      | 142        | 543        | 103        |